# Tohmajärvi
Tohmajärvi is een gemeente in de Finse provincie Oost-Finland en in de Finse regio Noord-Karelië. De gemeente heeft een landoppervlakte van 837,75 km² en telt 4.160 inwoners (2022).

## Geboren
- Siiri Rantanen (1924-2023), langlaufster
- Katri Helena (1945), zangeres